# Damanhur
Damanhur (egyiptomi arab nyelven: دمنهور Damanhūr, IPA: [dɑmɑnˈhuːɾ]; egyiptomi nyelven: Dmỉ-n-Ḥr.w; kopt nyelven: Ⲡⲓ ϯ ⲙⲓⲛ̀ ϩ ⲱⲣ Pitimienhōr; ókori görög nyelven: Ἑρμοῦ πόλις μικρά, Hermopolisz Mikra) város Alsó-Egyiptomban, Beheira kormányzóság székhelye.

## Fekvése
Kairótól 160 km-el északnyugatra, a Kairó-Alexandria közötti úton, a nyugati Nílus-delta közelében fekvő település.

## Története
Az ókori Egyiptomban a város Alsó-Egyiptom fővárosa volt, Hórusz kultuszhelye. A görög és római időkben a Hermopolisz Mikra vagy Hermopolisz Parva nevet kapta, amely egyúttal az egyiptomi Thottal azonosított Hermészre utal. A Hermopoliszként ismert városról számos ókori földrajzíró, köztük Sztrabón, Ptolemaiosz is megemlékezett.
Damahur szőnyeggyártásáról is híres mezőgazdasági központ.

## Éghajlata
A Nílus-delta és Egyiptom északi partja közelében található, amely Damanhurnak forró sivatagi éghajlatot biztosít (Köppen: BWh), amelyet a Földközi-tengerből érkező szél fúj. A város télen átlagos csapadékot és más évszakokban ritka csapadékot kap. A jégeső és a fagy a téli időszakban nem ismert.